# Kamienica pod Zegarem w Warszawie
Kamienica pod Zegarem, właśc. kamienica Zygmunta Lewina – zabytkowa kamienica znajdująca się przy ulicy Chłodnej 20 w Warszawie.

## Opis
Kamienica została wzniesiona w latach 1912–1913 w stylu wczesnomodernistycznym (według innego źródła secesyjnym) według projektu Józefa Czerwińskiego i Wacława Heppena. Została zaprojektowana w układzie dwupodwórzowym zamkniętym. Budynek uzyskał stropy konstrukcji stalowo-ceglanej. Na frontonie umieszczono zegar, od którego pochodzi nazwa kamienicy.
Podczas II wojny światowej kamienica znalazła się na terenie warszawskiego getta. Niedaleko budynku znajdowała się, wybudowana w styczniu 1942, drewniana kładka łącząca małe i duże getto.
Od 13 grudnia 1941 do dnia swego samobójstwa (popełnionego 23 lipca 1942 w siedzibie Gminy Żydowskiej przy ul. Grzybowskiej 26/28) w mieszkaniu na pierwszym piętrze mieszkał prezes warszawskiego Judenratu Adam Czerniaków. Według niektórych źródeł 22 lipca 1942 w kamienicy zamordowany przez SS został Franciszek Paweł Raszeja. 
Kamienica została uszkodzona podczas powstania warszawskiego. Po wojnie rozebrano ostatnią kondygnację oraz spalone w 1944 półokrągłe zwieńczenie. 
Między 1945 a 1965 budynkiem zarządzała spółdzielnia mieszkaniowa założona przez lokatorów kamienicy, następnie budynek przeszedł pod zarząd miejski. 
W drugim podwórzu zachowała się żeliwna obudowa ujęcia wody z głową lwa.
W 2005 kamienica wraz z oficynami została wpisana do rejestru zabytków.

## Galeria

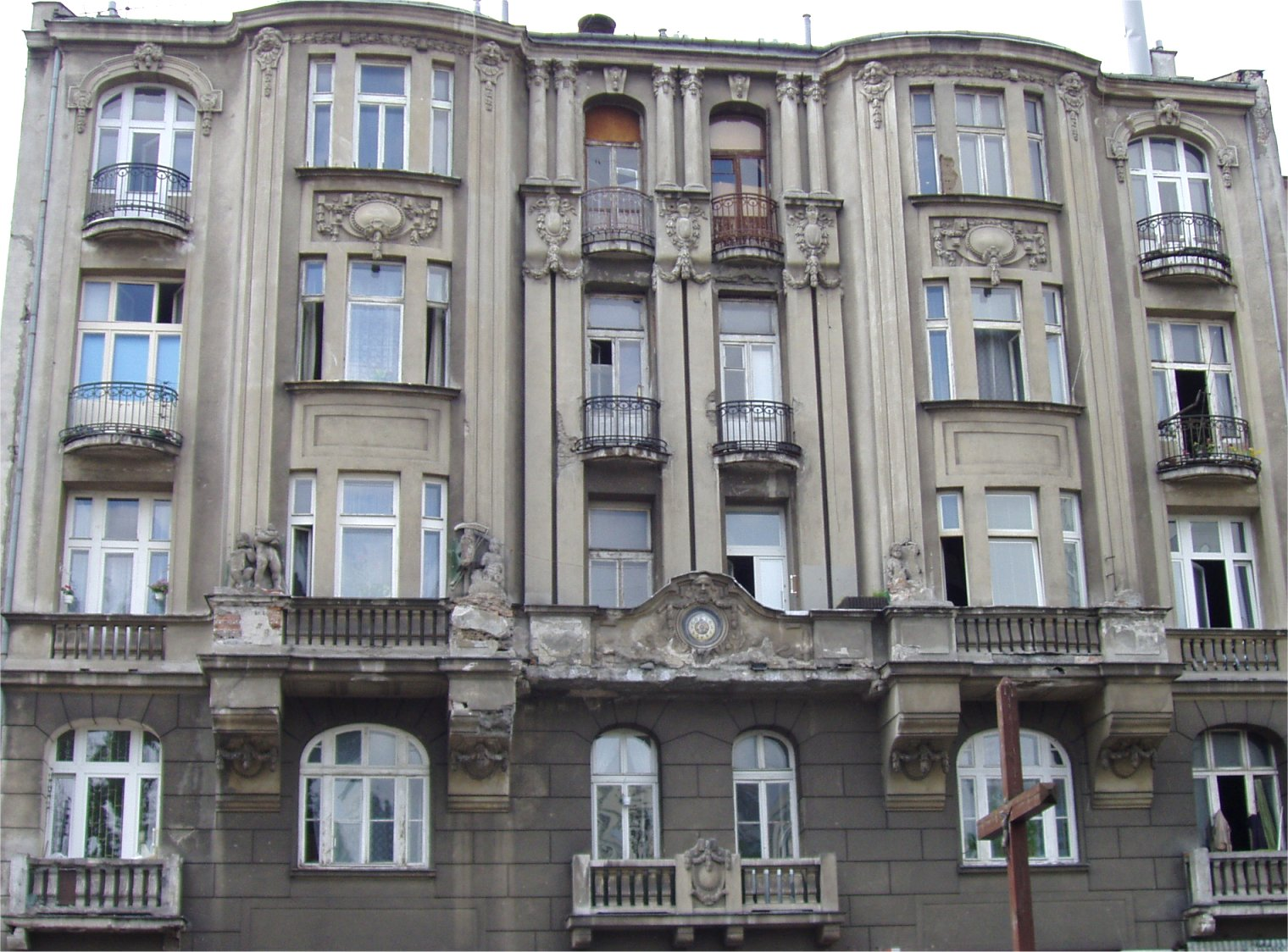
Fasada frontowa kamienicy przed remontem (2006)
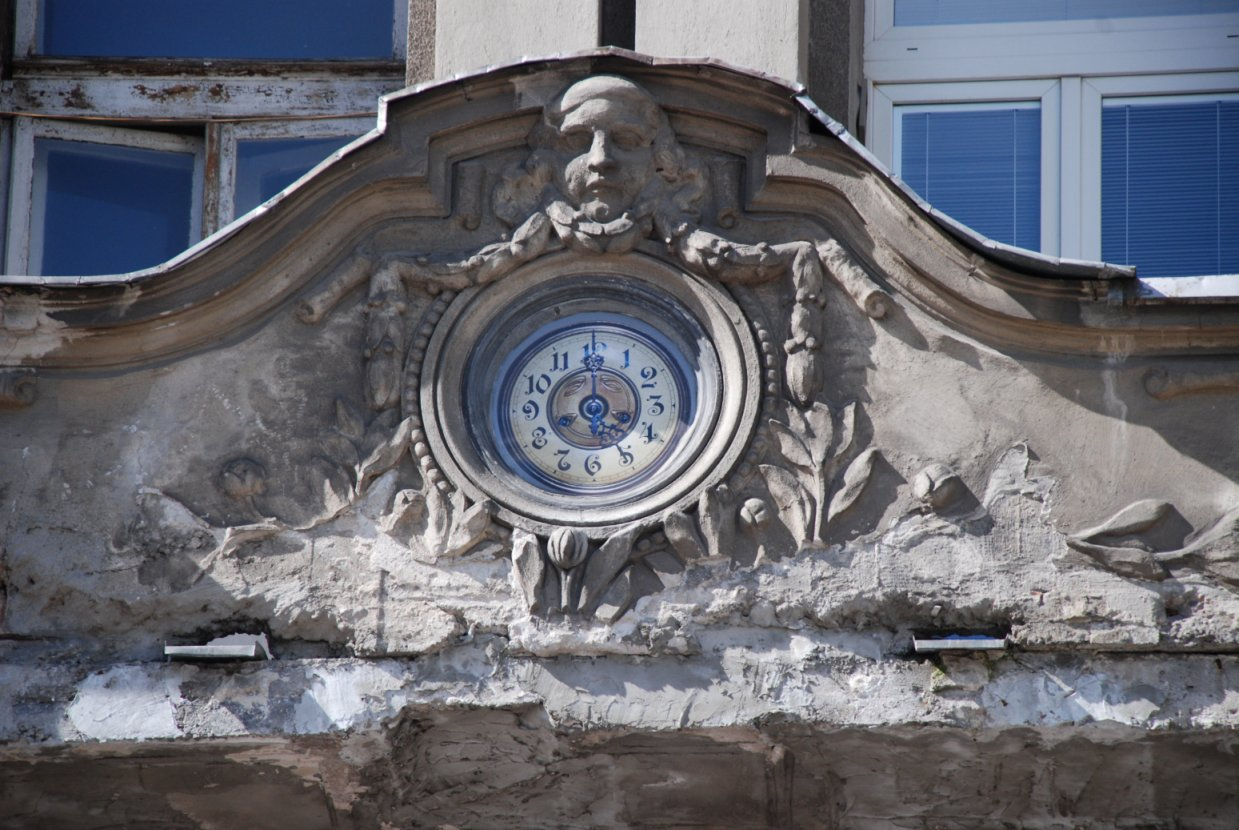
Zegar
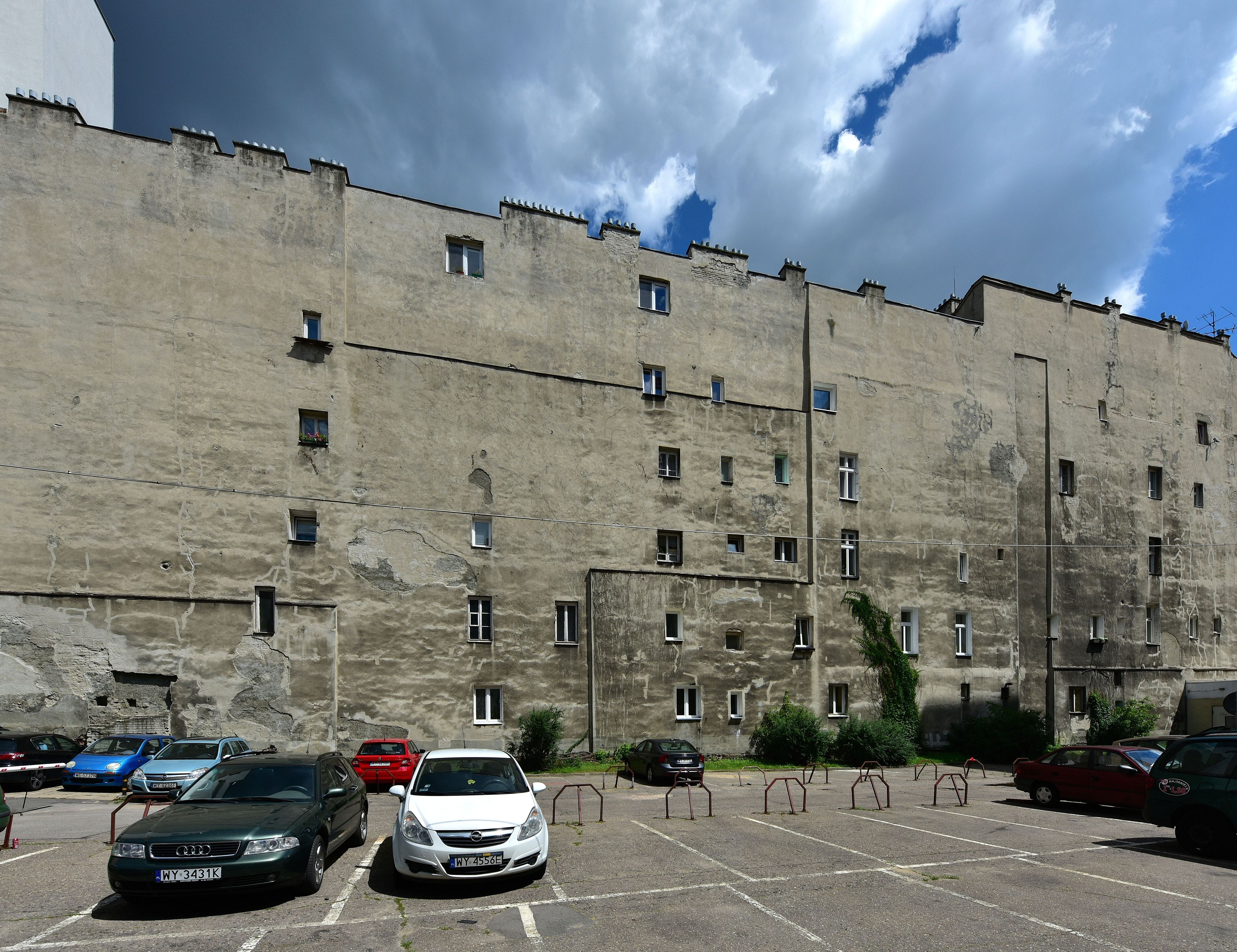
Boczna ściana kamienicy